# Computervredebreuk
Computervredebreuk is de juridische omschrijving voor het inbreken in een computersysteem, ook wel hacken of kraken genoemd. De term is gevormd naar analogie met het woord huisvredebreuk.

## Nederland
Computervredebreuk is in Nederland strafbaar gesteld in artikel 138ab van het Wetboek van Strafrecht en artikel 144a van het Wetboek van Strafrecht BES. Het wetboek omschrijft computervredebreuk als "opzettelijk en wederrechtelijk binnendringen in een geautomatiseerd werk of in een deel daarvan". Van binnendringen is in ieder geval sprake indien de toegang tot het werk wordt verworven:
a. door het doorbreken van een beveiliging,
b. door een technische ingreep,
c. met behulp van valse signalen of een valse sleutel, of
d. door het aannemen van een valse hoedanigheid.
De maximale straf voor computervredebreuk is 1 jaar gevangenisstraf of een geldboete van de vierde categorie (in 2012: 19.500 euro of 14.000 dollar). Echter indien de inbreker:
1. gegevens uit de computer vastlegt (voor zichzelf of anderen), of
2. de verwerkingscapaciteit van de computer aanwendt voor zichzelf, of
3. de ingebroken computer gebruikt als startpunt voor een verdere inbraakpoging in een andere computer

dan neemt de maximumstraf toe tot vier jaren of een geldboete van de vierde categorie (zie Boete).
Door de wettelijke omschrijving van computervredebreuk zijn activiteiten als hacken, het overnemen van andermans computers (zombies) en het installeren van spyware (zie Spyware) in Nederland verboden en strafbaar.

### Wetsgeschiedenis
Op 1 maart 1993 werd de Wet computercriminaliteit ingevoerd om computercriminaliteit, waaronder computervredebreuk, strafrechtelijk te kunnen vervolgen.